# Bulak (Rowosari)
Bulak is een bestuurslaag in het regentschap Kendal van de provincie Midden-Java, Indonesië. Bulak telt 3514 inwoners (volkstelling 2010).